# جوداه فريدلاندر
جوداه فريدلاندر (بالإنجليزية: Judah Friedlander)‏ مواليد 16 مارس 1969 في غايثرسبيرغ، الولايات المتحدة، هو ممثل وكوميدي أمريكي بدأ مسيرته الفنية سنة 1989.

## الأعمال
- قابل الوالدين
- زولاندر
- فيلم موعد
- الفصل 27
- المصارع
- ريو
- ملحمي
- شاركنيدو 2: ذا سيكوند وان
- حرب النجوم: القوة تنهض
- اكبح حماسك
- 30 روك
- شارع السمسم
- ويت هوت أميريكان سمر: فيرست داي أو كامب
- كيمي شميت القوية

## وصلات خارجية
- جوداه فريدلاندر على موقع IMDb (الإنجليزية)
- جوداه فريدلاندر على موقع ألو سيني (الفرنسية)
- جوداه فريدلاندر على موقع ميوزك برينز (الإنجليزية)
- جوداه فريدلاندر على موقع ميوزك برينز (الإنجليزية)
- جوداه فريدلاندر على موقع أول موفي (الإنجليزية)
- جوداه فريدلاندر على موقع قاعدة بيانات الأفلام السويدية (السويدية)
- جوداه فريدلاندر على موقع إن إن دي بي (الإنجليزية)
- جوداه فريدلاندر على موقع قاعدة بيانات الفيلم (الإنجليزية)
- جوداه فريدلاندر على موقع كينوبويسك (الروسية)
- الموقع الرسمي